# Çayrud
Çayrud är en ort i Azerbajdzjan.   Den ligger i distriktet Lerik Rayonu, i den södra delen av landet, 220 km sydväst om huvudstaden Baku. Çayrud ligger 1 411 meter över havet och antalet invånare är 1 780.
Terrängen runt Çayrud är kuperad åt sydväst, men åt nordost är den bergig. Närmaste större samhälle är Lerik, 9,7 km nordväst om Çayrud. 
Trakten runt Çayrud består i huvudsak av gräsmarker. Runt Çayrud är det ganska tätbefolkat, med 60 invånare per kvadratkilometer.